# Toricellia angulata
Espèce
Toricellia angulata est une espèce de la famille des Cornaceae. Il s'agit d'un arbre présent essentiellement en Chine.

## Description
C'est un arbuste ou un arbre, à feuilles caduques, de 2,5 à 8 m de haut. L'écorce est grise, les vieilles branches sont jaune-gris. Les feuilles ont des pétioles verts, de 2,5–8 cm, sont glabres ; le limbe de la feuille fait 6–15 × 5,5–15,5 cm et il est finement papyracé avec des nervures palmées bien visibles sur les deux faces, légèrement lobées. Les lobes près de la base sont plus petits, glabres, à base tronquée à cordé peu profond, à marge entière ou dentée et avec un apex acuminé à caudé. Les inflorescences ont des étamines de 5–30 cm, densément pubescentes. Le tube du calice est obconique avec des lobes du calice triangulaires ; les pétales sont oblongs-lancéolés, de 1,8 mm ; les filaments font environ 0,5 mm,  sont glabres ; les anthères sont oblongues de 1,5 mm. Les  pédicelle d'environ 2 mm sont minces, peu pubescentes, sous-tendues par deux bractéoles qui sont étroitement lancéolées de 0,3–1,3 mm. Le carpelle atteint généralement 35 cm. Le calice des fleurs est en forme de cloche, glabre; les dents du calice sont lancéolées, ciliées à l'apex ; le disque floral est discret, plat ; l'ovaire est obovoïde avec des loges contenant trois fruits ovoïdes d'environ 4 mm de diamètre. Le floraison a lieu d'avril à juin.

## Habitat
Toricellia angulata est présent dans lisières forestières, en bords de cours d’eau ; entre 900-2 000 m d'altitude. Son aire naturelle se situe en Chine dans les provinces de Gansu, Guangxi, Guizhou, Ouest de Hubei, Hunan, Shaanxi, Sichuan, Sud Est du Xizang, Yunnan.

## Variétés intermédiaires
Les plantes à feuilles lobées ou inclinées avec une marge dentée sont intermédiaires entre Toricellia tiliifolia (avec des feuilles non lobées avec une marge dentée) et le T. angulata typique (avec des feuilles lobées avec une marge entière). La forme intermédiaire a une distribution plus large que les deux extrêmes en Chine. Toricellia tiliifolia est plus limitée au sud-est du Xizang et au Yunnan, et le T. angulata typique est présent dans l'ouest du Hubei, l'est et le sud-est du Sichuan, et le sud-est du Xizang. La forme intermédiaire, présente dans le sud du Gansu, le Guangxi, le Guizhou, l'ouest du Hubei, le Hunan, le Shaanxi, le Sichuan et le Yunnan, a été reconnue comme une espèce distincte, T. intermedia Harms ex Diels (Bot. Jahrb. Syst. 29 : 507 . 1901), ou comme T. angulata var. intermedia (Harms) H. H. Hu (J. Arnold Arbor. 13 : 336. 1932). Les intermédiaires peuvent représenter des hybrides entre T. tiliifolia et T. angulata, ou une introgression de T. tiliifolia dans T. angulata. Des études cytologiques et moléculaires sont nécessaires pour tester ces hypothèses. Étant donné que le limbe lobé des feuilles des plantes intermédiaires semble être une caractéristique plus stable que la marge dentelée, nous traitons ici les plantes intermédiaires comme faisant partie de l'espèce à feuilles lobées, T. angulata.

## Utilisation
Les plantes intermédiaires sont utilisées en médecine comme remèdes populaires, les boissons alcoolisées infusées avec les racines ou l'écorce sont utilisées pour soigner les blessures. Les racines et l'écorce macérées sont utilisées comme pâtes pour soigner les blessures du bétail.

## Systématique
Le nom correct complet (avec auteur) de ce taxon est Toricellia angulata Oliv..
Toricellia angulata a pour synonymes :
- Toricellia angulata var. intermedia (Harms ex Diels) Hu
- Toricellia intermedia Harms
- Toricellia intermedia Harms ex Diels